# Kannur Cantonment
Kannur Cantonment è una suddivisione dell'India, classificata come cantonment board, di 4.699 abitanti, situata nel distretto di Kannur, nello stato federato del Kerala. In base al numero di abitanti la città rientra nella classe VI (meno di 5.000 persone).

## Geografia fisica
La città è situata a 11° 52' 00 N e 75° 21' 34 E.

## Società

### Evoluzione demografica
Al censimento del 2001 la popolazione di Kannur Cantonment assommava a 4.699 persone, delle quali 3.077 maschi e 1.622 femmine. I bambini di età inferiore o uguale ai sei anni assommavano a 367, dei quali 177 maschi e 190 femmine. Infine, coloro che erano in grado di saper almeno leggere e scrivere erano 4.197, dei quali 2.831 maschi e 1.366 femmine.